# Marc Antoine Muret
Pour les articles homonymes, voir Muret.
Marc Antoine (de) Muret (Muretus en latin), né le 12 avril 1526 à Muret commune d'Ambazac et mort le 4 juin 1585 à Rome, est un professeur de lettres et un humaniste français.

## Biographie
Marc-Antoine Muret commence très jeune une carrière d’enseignant après avoir attiré, à l’âge de dix-huit ans, l’attention de Jules César Scaliger qui l’invite à parler au collège archiépiscopal d’Auch. Il enseigne ensuite le latin à Villeneuve-d’Agen, puis à Bordeaux dans les années 1547-48 où il a Montaigne (qui le mentionne au chapitre 26 du livre I de ses Essais et qui restera en contact avec lui toute sa vie) comme étudiant. En 1546, on représente sa tragédie Iulius Cæsar au collège de Guyenne, à Bordeaux (rédaction en 1545). Il donna, avant 1552, une série de conférences à Paris, au collège de Boncourt. Il y attira un public important, y compris le roi Henri II de France et la reine. Il a pour élèves Rémy Belleau, Jean de La Taille, Étienne Jodelle ou encore Vauquelin de la Fresnaye, qui formeront bien vite la Brigade (future Pléiade), avec qui il prend part à la Pompe du bouc. Il se lie également d’amitié avec Dorat et certains de ses jeunes élèves comme Du Bellay et Baïf. Il est très proche de Ronsard, qui lui demande de rédiger un commentaire de ses poèmes, dont les obscures allusions mythologiques ou les néologismes tirés du grec et du latin ont dérouté nombre de lecteurs ; ce commentaire, lui-même très érudit, est imprimé dans le recueil des Amours de 1553. Il semble également être l'auteur de la musique en 1552 de, Las je me plains de mille et mille et mille, de Ma petite colombelle et de Venez sus donc venez embrassez, trois poèmes de Ronsard.
Cette même année 1553, il est emprisonné au Châtelet pour sodomie et hérésie. Il décide de se laisser mourir de faim puis est libéré grâce à l’intervention d’amis puissants. Une fois libre, il se rend à Toulouse où il étudie et enseigne le droit jusqu’à ce que les mêmes accusations qu’en 1553 soient portées contre lui l’année suivante. Il ne sauve sa vie qu’en s’enfuyant avec Ludovicus Memmius Frémiot, son amant du moment. On dit qu’il est prévenu de l’arrestation imminente qui l’attendait par un billet envoyé par un ami haut placé avec ce seul vers de Virgile : « Oh, fuis cette terre cruelle, fuis le rivage amer ! » (Énéide, III, 44). Les registres de la ville indiquent qu’il y est brûlé en effigie comme hérétique et sodomite.
Obligé de fuir en Italie, il y mène durant plusieurs années une vie errante et incertaine à Padoue, Ferrare et Venise où il enseigne et prépare pour Paul Manuce plusieurs éditions de textes latins dont en particulier Térence. Scaliger rapporte qu’ayant été trop proche de quelques uns de ses étudiants, membres de nobles familles vénitiennes, il part pour Padoue en plein milieu de l’année universitaire. Là encore, de méchantes rumeurs le poursuivent jusqu’à ce que le cardinal Hippolyte d'Este l’invite à s’établir à Rome en 1559. En 1561, Muret revient en France comme membre de la suite du cardinal au colloque de Poissy entre catholiques et protestants.
Installé à Rome en 1563, il y devient professeur à l’université La Sapienza ; il acquiert une réputation de niveau européen, par ses volumes de Variae lectiones comme par sa maîtrise de la rhétorique : il est souvent sollicité pour prononcer les discours d’obédience des princes à l’élection d’un nouveau pape, en particulier au nom du roi de France. En 1572, le pape lui accorde, pour ses mérites culturels, la nationalité romaine. Vers 1576, il est ordonné prêtre. En 1578, le roi de Pologne lui offre un poste de professeur de jurisprudence à sa nouvelle université de Cracovie, mais le pape Grégoire XIII le convainc de rester à Rome où il enseigne sans interruption jusqu’en 1584. Il est mort le 4 juin 1585 à Rome.
Il a réuni une importante bibliothèque de travail dont les imprimés constituent le noyau de la bibliothèque du Collegio romano et se trouvent aujourd’hui en grande partie à la Biblioteca nazionale centrale de Rome.

## Experimentum in corpore vili
Plusieurs versions de la même anecdote racontent que Muret, une fois arrivé en Italie après sa fuite de France, épuisé par la marche, tomba malade. Pensant avoir affaire à un mendiant, les médecins qui l'auscultèrent discutèrent en latin de l'opportunité d'expérimenter sur ce cobaye un remède hasardeux. L'un d'eux proposa de faire « cette expérience sur un corps vil » : «faciamus in corpore vili». Selon une autre version, le médecin aurait parlé d'âme vile. En fonction des biographes, Muret « guéri par la peur», soit s'échappe, soit leur répond en latin : « cette âme que tu appelles vile, le Christ n'a pas dédaigné mourir pour elle ». Grégoire Chamayou note les nombreux usages de l'expression qui, selon lui, devient proverbiale, et que l'on retrouve chez Diderot ou chez Marx, et dans de nombreux textes consacrés aux expérimentations médicales.

## Publications
- Ad Gregorium XIII : P.M. Oratio habita nomine Karoli IX, Romae, 1573.
- Ad Pium IIII Pont. Max. Oratio Antonii Borbonii Navarrorum Regis, et Joannae Albretiae Reginae, Principum Bearniae &c. nomine Habita Romae. M.D.LX, Dilingae, 1560.
- Trium hujus seculi oratorum præstantissimorum, Marci-Antonii Mureti, Caroli Sigonii, P. J. Perpiniani orationes, à Dilingen 1572, in-8º ; à Cologne 1581, in 12 ; à Ingolstad 1584, in-8º.
- Epistolae, hymni sacri, et poetmata omnia, Moguntiae, 1614.
- Epistolarum liber : Cui accesserunt epistolae aliquot R. Turneri una cum epistola Julii Pogiani viri disertissimi de Ciceronis imitandi modo, Ingolstadt, 1584.
- Hymni in B. Virginem Maria, [s.l.] 1600.
- M. Antonii Mureti epistolae : Libellus lectu dignissimus nunc recens emendatiûs in lucem editus, Parisiis, Cloperau, 1580.
- M. Antonii Mureti, Renati Pincaei, et Fed. Morelli nomismatographia, Lutetiae, 1614.
- M.A. Mureti Iuuenilia, Bardi Pomeraniae, Ex officina principis, 1590.
- Marci Antonii Mureti orationes quatuor : Antehac nunquam in Germania excusae ;... Harum indicem aversa pagella continet, Ingolstadt, Sartorius, 1585.
- Oraison prononcée par devant messieurs les Cardinaux lors qu’ils vouloyent entrer au conclave, Lyon, Benoît Rigaud, 1585 (lire en ligne).
- Oratio de laudibus litterarum habita Romae in aede S. Eustachii XV. Nov. MDLXXIII, Romae, 1573.
- Oratio habita ad... Cardinales ipso die Paschae cum subrogandi Pontificis causa Conclaue ingressuri essent anno M.D. LXXXV, Rome, 1585.
- Oratio habita Romae in fvnere Karoli IX Gallorum regis, Romae : Apud Haeredes Antonij Bladij Impressores Camerales, 1574.
- Oratio in funere Pauli Foxii Archiepiscopi Tolosani oratoris ad Gregorium XIII. Pont. Max. Et ad sedem Apostolicam regij, habita Romae... MDLXXXIIII..
- Orationes latinae virorum recentioris aetatis dissertissimorum Graevii, Wyttenbachii, Mureti, Hemsterhusii, Facciolati, Ernesti, Chelucci, Bencii, Majoragii, Perpiniani, Palearii, Eichstadii, Freiburg : Groos, 1835.
- Orationes, epistolae, hymnique sacri : Editio prioribus omnibus emendatior, et uno integro epistolarum praefationumque libro iam recens addito auctior, Ingolstadt, 1610.
- Orationes, Ingolstadt, 1584.
- Pontificum Rom. epistolae XXX saeculo XIII scriptae, Aonii Palearii epistolae XXV, M. Antonii Mureti et ad Muretum Pauli Manutii... aliorumque virorum clariss. epistolae selectae, accesserunt graecorum scriptorum aliae nonnullae a Leone Allatio olim recensitae, omnes ex codd. mss. Bibliothecae collegii romani S.J. nunc primum editae, Rome, 1757-1758.
- Trium disertissimorum virorum praefationes ac epistolae familiares aliquot, Muret, Lambini et Regii, Parisiis, 1578.
- Testaments de Marc-Antoine Muret le 19 mai 1585 instituant légataire universel son neveu Marc-Antoine, et testament de son neveu le 2 octobre 1586 par un notaire de Limoges, publié par MM. A. Bertoletti et Champeval, dans le Bulletin de la Société archéologique et historique du Limousin, tome XXXVI.

## Éditions modernes
- Juvenilia, édition critique, traduction, annotation et commentaire par Virginie Leroux, Genève, Droz, 2009 (Travaux d'Humanisme et Renaissance, 450)  (ISBN 978-2-600-01222-5)
- Jules César, édition bilingue, historique et critique de Pierre Laurens, Paris, Les Belles Lettres, 2012, 546 pages  (ISBN 9782251801261)
- La Tragédie de Iulius Caesar, éd. Pierre Blanchard, Texte en latin et traduction française en regard, introd. et notes en français, Thonon les Bains, Alidades, 1995, 161 p.  (ISBN 9782906266155)
- Commentaires au premier livre des "Amours" de Ronsard, éd. Gisèle Mathieu-Castellani, Genève, Droz, 1985 (Travaux d'Humanisme et Renaissance, 207).